# 아사히바시역
아사히바시역(일본어: 旭橋駅 아사히바시에키[*])는 일본 오키나와현 나하시에 있는 모노레일 철도역이다.

## 역사
- 2003년 8월 10일 : 개업.

## 역 구조
상대식 승강장 2면 2선의 구조로, 에스컬레이터와 엘리베이터 있다.

### 승강장
| 번호 | 노선                        | 행선                |
| ---- | --------------------------- | ------------------- |
| 1    | ■ 오키나와 도시 모노레일 선 | 데다코우라니시 방면 |
| 2    | ■ 오키나와 도시 모노레일 선 | 나하공항 방면       |

## 주변 시설
나하시 중심 시가지 서쪽에 위치한 역이다.
관공서
- 오키나와 국세 종합 청사(오키나와 국세 사무소・나하 세무서)
- 총무성 오키나와 종합 통신 사무소
- 외무성 오키나와 사무소
- 오키나와현 남부 합동 청사・오키나와현 시읍면 자치 회관
- 오키나와현청・나하 시청・오키나와현 경찰 본부 - 본 역에서 도보권(약 400m)으로, 가까운 지하철 역이 당역이 아닌 옆의 겐초마에역이다.

교통 기관
- 나하 버스 터미널
- 나하항 나하 부두 - 본 역 서쪽 약 500m에 있고, 본 역이 근처역이다. 오키나와 본도 북부(본부항), 요론섬(요론항), 오키노에라부섬(와도마리항), 도쿠노섬(카메토쿠항), 아마미오섬(나세항), 가고시마시(가고시마 신항)와 나하를 잇는 마루에이 페리 및 마나 릭스 라인이 발착한다.

금융 기관
- 류큐 은행 나하 포트 출장소
- 오키나와현 노동 금고 본점

우체국
- 히가시초 우체국
- 일본우정 오키나와 지사
- 유초 은행 오키나와 지역 본부(나하 지점은 미에 바시 우체국에 병설)

기업
- 오키나와 버스 본사・아사히마치 정비 공장
- 제일 교통 산업 사무실
- KDDI 오키나와 지점
- 라디오 오키나와
- 닛폰 생명 나하 지사

호텔
- 리가 로열 그랑 나하
- 서던 플라자 카이호
- 나하 토큐 REI호텔
- 호텔 루트 인 나하 아사히바시에키히가시
- 더블 트리 by 힐튼 나하

## 인접 정차역
| 오키나와 도시 모노레일 선 | 오키나와 도시 모노레일 선 | 오키나와 도시 모노레일 선  |
| ------------------------- | ------------------------- | -------------------------- |
| 쓰보가와 나하공항 방면    | 일반 열차                 | 현청앞 데다코우라니시 방면 |